# Hieratikus írás

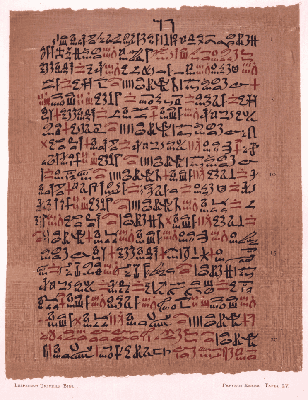
Hieratikus írás az Ebers-papiruszon

A hieratikus írás egy, az ókori Egyiptomban használt, kézírás céljaira szolgáló írásrendszer.
A hieroglif írással párhuzamosan fejlődött ki.
A hieratikus írás a protodinasztikus korban (i. e. 3200 – 3000, Nagada III.) jelent meg először, és használatban volt az i. sz. 2. századig.
Betűírás, mindig jobbról balra halad. A betűk főleg mássalhangzókat jelölnek, magánhangzójelek nincsenek benne.
Tartalmaz ligatúrákat – betűösszevonásokat –, hangértékkel nem rendelkező jeleket, valamint rövidítéseket.
Leggyakrabban ecsettel írták papiruszra (vagy szövetre, cserépre), az írnokok ezzel az írással gyorsabban tudták a szöveget lejegyezni, mivel nem kellett a hieroglifák bonyolult rajzolatát visszaadniuk.
Az elnevezés a görögből származik: γράμματα ἱερατικά (grammata hieratika) – papi írás.
Néhány hieratikus jel és a megfelelő hieroglifa (Champollion szerint):